# 贡多·洛桑丹增·巴丹龙珠
贡多·洛桑丹增·巴丹龙珠（藏語：དཀོན་རྡོར་བློ་བཟང་བསྟན་འཛིན་དཔལ་ལྡན་ལྷུན་གྲུབ།，威利转写：dkon rdor blo bzang bstan 'dzin dpal ldan lhun grub，1952年—）藏族，籍贯不详，又称谢文·根多·格列加措，第六世贡多活佛。

## 生平
贡多活佛系统是强巴林寺的第四大活佛系统（该寺五大活佛系统依次为帕巴拉活佛、谢瓦拉活佛、甲热活佛、贡多活佛、嘉热活佛）。
1958年，担任了昌都地区人民解放委员会副主任。1959年，第六世贡多活佛跟随十四世达赖喇嘛出走印度。在尼泊尔和印度生活了十多年，后在瑞士生活了四十年。1984年第一次回家乡探亲，之后去内地参观，中共中央统战部、西藏自治区党委第一书记阴法唐和帕巴拉·格列朗杰等西藏自治区领导邀请其回国定居。但当时其2个孩子刚刚八、九岁，还在上学为由婉谢。2011年，回到中国定居。回国后任全国政协委员、西藏自治区政协常委、西藏自治区归国华侨联合会副主席。